# Большие неприятности (фильм)
«Большие неприятности» (англ. Big Trouble) — комедия 2002 года режиссёра Барри Зонненфельда. Снят по одноимённому роману Дэйва Барри.

## Сюжет
Двое наёмных убийц прибывают в Майами. Они должны расправиться с Артуром Херком, нечистоплотным бизнесменом. Но их операция срывается из-за Мэтта, одноклассника дочери Херка, Дженни. Мэтт и Дженни участвуют в школьной игре в убийц понарошку. Мэтт пришёл «убить» Дженни и сорвал настоящим киллерам их планы. В дело подключается полиция. Ситуация запутывается, когда отец Мэтта знакомится с женой Херка, и та оказывается не прочь продолжить знакомство. Сам Артур в это время должен провернуть операцию с русской атомной бомбой, но ему помешали двое жуликов, которые похищают бомбу. Вся компания оказывается вовлечена в погоню. За дело берётся ФБР, но дело приняло уже слишком крутой оборот, и агенты лишь добавляют путаницы.

## В ролях
- Элиот Арнольд (Тим Аллен) — Бывший репортёр газеты «Майами Геральд», владеет крошечным рекламным агентством.
- Мэтт Арнольд (Бен Фостер) — Сын Эллиота, подросток, считает отца неудачником.
- Артур Херк (Стэнли Туччи) — Пренеприятнейший тип, обворовавший свою «фирму», за что «по его душу» отправили парочку киллеров.
- Анна Херк (Рене Руссо) — Жена Артура Херка. Вышла за него замуж, чтобы преодолеть финансовый кризис.
- Дженни Херк (Зоуи Дешанель) — Дочь Анны, учится в одном классе с Мэттом.
- Снэйк Дюпре и Эдди Лэдбеттер (Том Сайзмур и Джонни Ноксвилл) — Парочка недавно освободившихся уголовников. Не блещут умом и обожают тупые хохмы.
- Генри Десальво и Леонард Перрони (Дэннис Фарина и Джек Кехлер) — Киллеры, нанятые убить Артура Херка. Носят карабин в сумке с клюшками для гольфа.
- Моника Ромеро (Джанин Гарофало) — Офицер полиции.
- Уолтер Крамитц (Патрик Уобертон) — Напарник Моники Ромеро, постоянно приглашает её на свидания (безуспешно).
- спец.агенты Пэт Грир и Алан Зейтц (Heavy D и Омар Эппс) — Агенты ФБР, ищущие пропавшую ядерную бомбу
- Пагги (Джейсон Ли) — Бездомный, ночует на дереве во дворе дома Артура Херка. Любит кукурузные чипсы.
- Нина (София Вергара) — Прислуга в доме Артура Херка.
- Брюс (Майкл Макшейн) — клиент Эллиота. Обладает большим самомнением.
- Эндрю (Дональд Джозеф Куоллс) — Приятель Мэтта.
- Иван и Лео (Дэниэл Лондон и Ларс Аренц-Хансен) — Русские торговцы оружием, для прикрытия содержащие бар.
- Джек Пендик (Энди Рихтер) — Охранник супермаркета. Любит «заложить за воротник».
- Кен Дебер — Бывший начальник Элиота, уволивший его за отказ писать статью о продлёнке в школе вместо статьи о пеликанах, тренируемых сбрасывать бомбы.